# Jesus to a Child
Jesus to a Child è una canzone scritta e cantata da George Michael, pubblicata come singolo dalla Virgin Records nel 1996, come estratto dall'album Older.

## Descrizione
La canzone è la prima di George Michael ad avere avuto successo nella propria patria da quattro anni, raggiungendo la vetta della classifica inglese nel gennaio 1996. Divenne pertanto il suo primo singolo da solista a raggiungere la prima posizione, il suo primo singolo estratto da un album in studio (tutti i numero uno precedenti erano progetti "fuori album", anche ai tempi degli Wham!), e nella Billboard Hot 100 fu la più alta nuova entrata (settimo posto) per un artista inglese negli ultimi 25 anni.
La canzone è un malinconico tributo al compagno brasiliano di Michael, Anselmo Feleppa, con il quale si era esibito a Rio de Janeiro nel 1991. Feleppa era morto due anni prima di AIDS, e George Michael non era stato in grado di scrivergli negli ultimi 18 mesi, così pensò di dedicargli Jesus to a Child, che venne composta in meno di un'ora.
La vera identità del soggetto della canzone, e la natura del loro rapporto, fu causa di ampia discussione all'epoca, dato che il cantante inglese ancora non aveva chiaramente dichiarato la propria omosessualità, cosa che avverrà solo nel 1998.
Jesus To A Child fu il primo di sei singoli estratti da Older. Il singolo è stato il sesto uscito con proprio nome, anziché quello degli Wham! al numero uno in Inghilterra, anche se soltanto il terzo ad essere cantato esclusivamente da lui.

## Video musicale
Il video musicale di accompagnamento di Jesus to a Child e stato girato dal regista inglese Howard Greenhalgh, con la scenografia concepita dal direttore creativo italo-britannico, Andrew Trovaioli.
Il video atmosferico e delicatamente surreale presenta i corpi agili di ballerini e ballerine, per i quali mucchi di polvere che crollano e una palla a pendolo in picchiata significano il passare del tempo e la perdita dell'amore, così come la loro stessa mortalità. Presenta anche immagini di fiamme, onde e ombre al rallentatore languido.
Le scene di Michael lo mostrano in piedi da solo in una stanza buia, con una piccola luce sul viso mentre si esibisce. All'inizio del video, due ragazzi a torso nudo appaiono tenendosi per mano attraverso le cornici di scatole di legno separate. Questa immagine riappare verso la fine. Mentre Michael canta "You will always be my love" ("Sarai sempre il mio amore"), i ragazzi svaniscono dalle loro scatole come se fossero fantasmi.

## Accoglienza

### Critica
La canzone ricevette il plauso da parte di critica e pubblico, e venne definita da diverse testate "una delle migliori tracce dell'album e della carriera di Michael". Sia The Guardian che Music Week la nominarono "singolo della settimana".
Billboard descrisse la canzone come una "splendida ballata pop, discretamente suadente", così come il Daily Mirror la considerò "la migliore canzone di sempre di George". La rivista americana The Advocate scrisse che nella canzone Jesus to a Child "George Michael paragona l'emozione di un amante ormai defunto a quella di Cristo, che era, prima di tutto, un uomo anch'egli. Il tono è intensamente elegiaco, e con la struggente dichiarazione finale 'You will always be my love', non ci vuole un grande sforzo di immaginazione per considerarla una canzone d'amore per il proprio amato morto di AIDS."
Diversi anni più tardi, il sito web Slant Magazine ha scritto: "Jesus to a Child è una tra le ballate più inquietanti di Michael, e una il cui significato è potuto emergere pienamente solo dopo il suo coming out. Un grido a rallentatore con sottofondo una chitarra di flamenco, un lamento funebre scritto dopo la morte del suo amante, Anselmo Feleppa. Jesus to a Child rimane ancora la canzone che dimostra in modo più lucido cosa significhi amare una persona e perderla."

## Successo commerciale
Jesus to a Child rappresentò uno dei singoli di maggiore successo per la carriera di Michael: infatti raggiunse la prima posizione nelle classifiche di dieci diversi Paesi del mondo; fu la sesta volta che Michael raggiunse la prima posizione in classifica nella sua madrepatria il Regno Unito, e la terza volta da solista. Inoltre, raggiunse rispettivamente la settima e la decima posizione nella Billboard Hot 100 e nella Cash Box Top 100, entrambe classifiche statunitensi.

## Tracce

### CD Single
1. "Jesus To A Child" (6:50)
2. "One More Try" (Live Gospel Version) (5:21)

### CD Maxi
1. "Jesus To A Child" (6:50)
2. "Freedom 90" ('94 Live Version) (6:04)
3. "One More Try" (Live Gospel Version) (5:21)
4. "Older" (Instrumental Version) (5:18)

### Cassette Single
1. "Jesus To A Child" (6:50)
2. "One More Try" (Live Gospel Version) (5:21)
3. "Older" (Instrumental Version) (5:18)

## Classifiche
| Classifica (1996)                | Posizione massima |
| -------------------------------- | ----------------- |
| Australia                        | 1                 |
| Austria                          | 11                |
| Belgio (Fiandre)                 | 3                 |
| Belgio (Vallonia)                | 2                 |
| Canada                           | 10                |
| Canada (adult contemporary)      | 1                 |
| Danimarca                        | 4                 |
| Europa                           | 2                 |
| Finlandia                        | 1                 |
| Francia                          | 7                 |
| Germania                         | 12                |
| Irlanda                          | 1                 |
| Italia                           | 2                 |
| Norvegia                         | 1                 |
| Nuova Zelanda                    | 5                 |
| Paesi Bassi                      | 2                 |
| Regno Unito                      | 1                 |
| Spagna                           | 1                 |
| Stati Uniti                      | 7                 |
| Stati Uniti (adult contemporary) | 5                 |
| Stati Uniti (pop)                | 20                |
| Stati Uniti (R&B)                | 22                |
| Svezia                           | 2                 |
| Svizzera                         | 4                 |